# أكاديمية تاشي نامجيال
أكاديمية تاشي نامجيال (TNA) هي مدرسة عامة في ولاية سيكيم في جبال الهيمالايا في الهند. تأسست في عام 1926 من قبل الراحل السير تاشي نامجيال. 